# Higüey
Higüey (celým názvem Salvaleón de Higüey) je město v Dominikánské republice s přibližně 251 tisíci obyvateli. Je správním střediskem provincie La Altagracia, která je nejvýchodnější v zemi. 
Město leží na řece Yuma 145 km východně od Santa Dominga. Má ekvatoriální podnebí s více než 1400 mm srážek za rok. Pěstuje se tabák, cukrová třtina, kakaovník a kávovník, chová se hovězí dobytek a prasata, typickou místní specialitou je mléčný dezert Chicharrón de Leche. Významný je i turistický ruch, nedaleko leží přímořské resorty Bayahíbe a Punta Cana s mezinárodním letištěm.
Název pochází z taínského výrazu pro vycházející slunce. Město založil v roce 1503 Juan de Esquivel. Proti ovládnutí regionu Španěly vystoupil domorodý náčelník Cotubanamá, krvavé boje ukončilo až v roce 1512 vydání burgoských zákonů, které zakázaly zotročování původních obyvatel. 
Higüey je hlavním poutním místem Dominikánské republiky, neboť se zde nachází mariánský obraz Nuestra Señora de la Altagracia. Pouť na počest národní patronky se koná 21. ledna, kdy je výročí bitvy u Sabana Real z roku 1691. Město je sídlem římskokatolické diecéze a v roce 1970 byla postavena modernistická bazilika, kterou projektoval André Dunoyer de Segonzac. Nejstarší budovou v Higüey je kostel svatého Dionýsa ze šestnáctého století.
V Higüey sídlí dvě vysoké školy, jedna patří státu a druhá církvi. Vznikla zde populární hudební skupina Los Hermanos Rosario.